# Simona Bencini
Simona Bencini (Firenze, 31 agosto 1969) è una cantante italiana. È la frontwoman dei Dirotta su Cuba.

## Biografia
Nata a Firenze, all'età  di diciassette anni entra come corista in una compagnia di amici che mette in scena The Rocky Horror Picture Show. Nel 1989 entra nel gruppo di musica dance high energy Monnalisa, formato da Giovanni Gasparini, Umberto Urzi e Marino Spagna, incidendo due brani per il mercato giapponese (Give Your Love ed How I Can Do) con l'etichetta bolognese Expanded Music. Nel 1990 incontra i Dirotta su Cuba, gruppo fiorentino di acid e funky jazz formato da Rossano Gentili e Stefano De Donato.
Inizialmente entra nel gruppo come corista, ma nel 1992 fa il suo esordio come voce solista del gruppo.  Nel 1994 esce su etichetta Urlo/CGD il primo singolo coi Dirotta su Cuba: Gelosia. L'album di debutto Dirotta su Cuba (1995) ottiene il disco di platino e il lancio di ben 5 singoli: oltre a Gelosia, Solo Baci (che vede la partecipazione di Nick The Nightfly, speaker di Radio Monte Carlo), Liberi d-Liberi da, Dove sei e Legami. 
Nel 1997, dopo aver inciso il secondo lavoro intitolato Nonostante tutto..., il gruppo partecipa al Festival di Sanremo col brano È andata così, che vede la prestigiosa partecipazione del celebre armonicista Toots Thielemans. Per l'occasione esce l'omonima raccolta È andata così, che contiene la rivisitazione funky di un celebre brano dei Delirium, Jesahel. In questi tre anni.
Nella primavera del 2000 esce il terzo album di inediti Dentro ad ogni attimo, dal quale vengono estratti tre singoli, fra cui Bang! e Notti d'estate. Dopo l'uscita di Stefano De Donato dai Dirotta su Cuba nel 2000, anche Simona Bencini decide di lasciare il gruppo per dedicarsi alla carriera solista, ma non prima di registrare l'album Fly, che esce nella primavera del 2002.
Alla fine del 2004, la Bencini si reca in Kenya insieme alla Nazionale Artisti Tv e Stelle dello Sport, squadra di calcio con finalità benefiche di cui fa parte, per andare a visitare i pozzi d'acqua costruiti per le popolazioni più disagiate del paese, costruiti grazie ai fondi raccolti con l'attività della squadra. Durante una cerimonia di benvenuto da parte di una popolazione locale, viene ribattezzata con il nome swahili Noonkuta, dal significato di "sorgente", che diventa poi il titolo del suo primo album solista.
L'8 aprile 2005 esce Sorgente su etichetta Atlantic-Warner. Un album curato, difficilmente etichettabile, di chiara ispirazione soul che viaggia musicalmente su ritmiche e sonorità R&B, ricco di voci e contrappunti gospel. Da un punto di vista letterario, compare una Bencini inedita, intima, con spunti autobiografici, anche un po' malinconici. Scritto e arrangiato dalla stessa Simona in collaborazione con Nicolò Fragile, è un lavoro ricco di collaborazioni, a partire dal primo singolo estratto, Questa voce, composto da Pacifico e arricchito dal piano di Stefano Bollani; Ricorderò è cantata in duetto con l'amica e concittadina Irene Grandi, Sottovoce è firmata in collaborazione con Alex Cremonesi dei La Crus, mentre Verso sud, composta da Walter Afanasieff.
Alla fine del 2005 risale l'incontro con Elisa, che si traduce spontaneamente in una collaborazione artistica dalla quale prende le forme il brano Tempesta, scritto a quattro mani con la cantautrice friulana. La canzone viene poi presentata al Festival di Sanremo 2006, dove ne verrà eseguita anche la versione italo-inglese con la partecipazione di Sarah Jane Morris: è l'inizio di una proficua collaborazione che porterà le due artiste ad esibirsi insieme in giro per l'Italia.
Nel giugno del 2007 esce nelle radio il singolo Presto arriverò da te, dalle spiccate atmosfere soul oltre che pop, frutto della collaborazione col produttore Max Calò: il testo del brano, scritto dalla stessa Simona, anticipa metaforicamente la futura nascita della sua primogenita Sofia Jasmine il 21 gennaio 2008. Nel settembre del 2008, la Bencini partecipa come ospite fissa per sette puntate alla trasmissione Volami nel cuore, in onda su Rai 1 e condotta da Pupo, interpretando grandi classici della musica italiana e straniera. Partecipa inoltre, per due anni consecutivi (nel 2008 e nel 2009), alla trasmissione di Capodanno L'anno che verrà, in onda sempre su Rai 1 da Rimini.
Nell'estate del 2009 avviene la reunion ufficiale dei Dirotta su Cuba, con Rossano Gentili e Stefano De Donato. Nasce per l'occasione il tour Back to the roots 1989-2009, che festeggia i loro primi vent'anni di musica, e che chiude con un tutto esaurito al Blue Note di Milano. Nello stesso anno, inoltre, Simona forma insieme al collega ed amico Mario Rosini il quintetto jazz Simona Bencini & Last Minute Gig Quartet (Mario Rosini al piano, Mimmo Campanale alla batteria, Giuseppe Bassi al contrabbasso, Gaetano Partipilo al sax), con cui incide l'album Spreading Love per la Groove Master di Gegè Telesforo: l'album contiene anche una rivisitazione del classico di Gershwin The Man I Love, di cui viene girato anche un videoclip promozionale.
Nel 2010 viene scelta dal regista Massimo Romeo Piparo per interpretare Maria Maddalena nel musical Jesus Christ Superstar, in scena nei teatri italiani dall'ottobre 2010 a febbraio 2011. Nel maggio 2012 torna a essere la cantante dei Dirotta su Cuba in formazione originale, incidendo i singoli Ragione o sentimento, Essere o non essere e Parole. Il gruppo riprende anche l'attività live attraverso inviti a festival e rassegne, come l'apertura del prestigioso Estival Jazz a Lugano nel 2014 e l'Umbria Jazz Winter 2015-16. Nel 2013 nasce nel frattempo la sua secondogenita Eva Luna, e l'anno successivo sposa il compagno Mario Zappa, padre delle sue due figlie.
Il 23 settembre 2016 esce Studio Sessions vol.1, nuovo lavoro dei Dirotta su Cuba dopo quattordici anni di assenza dal mercato discografico. Prodotto da FepGroup e Warner Music, l’album contiene una versione rivisitata del primo storico album dei Dirotta con importanti collaborazioni (Mario Biondi, Fabrizio Bosso, Gegè Telesforo, Neri per Caso, Federico Malaman, Riccardo Onori e Bengi dei Ridillo), unitamente a sei brani inediti. Del 2017 è il video della versione strumentale rivisitata di un brano dei Cameo (The Sound Table), che vede il trombettista Fabrizio Bosso nuovamente ospite dei Dirotta su Cuba.
Nel 2019 escono i primi due inediti in inglese del gruppo: Good Things (il cui video viene girato a Londra) e Nothing is impossible; l'anno successivo esce invece la rivisitazione rap dello storico brano Dove sei con il featuring del rapper americano Sonny King dal titolo Thinking Of You. Dal 2019, l'artista entra a far parte del “muro” dei cento giudici di All Together Now, programma in onda su Canale 5 con la conduzione di Michelle Hunziker e J-Ax e ne farà parte per  quattro edizioni. 
Il 6 agosto 2021 esce il film d'animazione Vivo ambientato a Cuba prodotto da Netflix e Sony Pictures Animation in cui Simona debutta come cantante - doppiatrice del personaggio di Marta Sandoval la cui voce nella versione originale è di Gloria Estefan. 
L'8 ottobre 2021, Simona torna in veste da solista pubblicando Unfinished, album composto da jazz songs inedite, inciso con la collaborazione di musicisti eccezionali quali Antonio Faraò, Julian Oliver Mazzariello, Max De Aloe, Dario Rosciglione, Luca Alemanno ed altri. Il disco, anticipato dal singolo Moonlight On My Mind (dedicato alla figlia Eva Luna, ed inciso con la partecipazione di Fabrizio Bosso), contiene anche Non so se tu, inedito scritto da Giorgio Calabrese e composto da Bruno De Filippi, due fra le più prestigiose firme della storia della canzone italiana. 
L'album, che la Bencini incide per la propria etichetta, la Sherazade Sound, è disponibile sulle varie piattaforme streaming ed in digital download, ma anche su 33 giri in due speciali versioni a tiratura limitata. Seguirà un tour che toccherà vari club italiani.

## Discografia con i Dirotta su Cuba

### Album in studio
- 1995 - Dirotta su Cuba (CGD)
- 1996 - Nonostante tutto... (CGD)
- 1997 - È andata così (CGD)
- 2000 - Dentro ad ogni attimo (Warner Music Italy)
- 2002 - Fly (Warner Music Italy)
- 2016 - Studio Sessions Vol. 1 (Warner Music Italy)

### Singoli
- 1994 - Gelosia
- 1995 - Solo baci
- 1995 - Liberi di-Liberi da
- 1995 - Dove sei
- 1996 - Legami
- 1996 - Ridere
- 1996 - Sensibilità
- 1996 - Tribù
- 1996 - Io con te, via da te
- 1997 - È andata così
- 1997 - Jesahel
- 1999 - Bang!
- 2000 - Notti d'estate
- 2000 - Dentro ad ogni attimo
- 2002 - Sono qui
- 2002 - Fly
- 2012 - Ragione e Sentimento
- 2013 - Essere o non essere
- 2013 - Parole
- 2016 - Sei tutto quello che non ho
- 2017 - Immaginarmi senza te
- 2019 - Good Things
- 2019 - Nothing is impossible
- 2020 - Thinking of you (Dove sei) feat. Sonny King
- 2020 - Sì, viaggiare - Papik feat. Dirotta su Cuba (Irma Records)

## Discografia solista

### Album in studio
- 2005 - Sorgente (Warner Music Italy)
- 2006 - Sorgente [Repackaging] (Warner Music Italy)
- 2011 - Spreading Love - Simona Bencini & LMG Quartet (Groove Master/Egea)
- 2021 - Unfinished (Sherazade Sound)

### Singoli
- 2005 - Questa voce (con Stefano Bollani)
- 2005 - Perfetto
- 2006 - Tempesta
- 2007 - Presto arriverò da te
- 2021 - Moonlight On My Mind - feat. Fabrizio Bosso

## Collaborazioni
Con Stefano Bollani 
Oltre alla collaborazione in Questa voce nel 2004, nel 2001 interpreta il brano In cerca di te nel disco con finalità benefiche concepito ed arrangiato dal Bollani che raccoglie celebri canzoni italiane anni trenta dal titolo Abbassa la tua radio (CGD). Grazie al successo di critica ottenuto dal progetto, Simona parteciperà al Premio Tenco e ad Umbria Jazz Winter 2001.
 Con la Banda Osiris 
Nel 2004 interpreta il pezzo principale della colonna sonora composta dalla Banda Osiris dal titolo Prima che il vento del film Tartarughe sul dorso, regia di Stefano Pasetto, in concorso al Festival del Cinema di Venezia 2004 e candidato ai Nastri d'Argento 2006 come miglior colonna sonora.
 Con Ron 
Ron nel 2005 esce con un album di duetti che aveva lo scopo di sostenere l'AISLA (Associazione Italiana Sclerosi Laterale Amiotrofica). Nel 2006 Ron chiederà a Simona di aiutarlo a promuovere l'iniziativa in tv e nei concerti duettando con lui in Ma quando dici amore. Simona sarà anche la special guest del primo DVD live di Ron uscito nell'Ottobre 2007. 
 Con Massimo Ranieri 
Simona partecipa all'ultimo disco di Massimo Ranieri Canto perché non so nuotare da 40 anni che festeggia i suoi 40 anni di carriera, duettando con lui in Ti penso e partecipando a tre puntate della sua trasmissione su Rai1 Tutte donne tranne me nel gennaio 2007. Sarà ospite anche ad alcune date della sua lunghissima tournée. Nel dicembre 2010 esce il CD/DVD live di un concerto all'Olimpico in cui Simona duetta con Massimo.
 Con Franco Califano 
Nel 2009 duetta con il Califfo nel brano Quello che non sappiamo racchiuso nel suo nuovo disco di inediti C'è bisogno d'amore (Audacia, 2009).
 Con Irene Grandi 
Oltre al duetto in Sorgente, nel 2008 incide nel disco Canzoni per Natale di Irene Grandi (Atlantic, 2008) lo standard natalizio Oh Happy day che vede finalmente riunite le Matte in Trasferta, la band tutta al femminile dei primi anni novanta fiorentini di cui facevano parte la stessa Irene, Simona, Rossella ed Emy.
Nel 2007 è invitata a partecipare al video di Irene Grandi della canzone "Come tu mi vuoi" incinta di 6 mesi.
 Con Fabrizio Consoli 
Nel 2009 canta per la prima volta in spagnolo nel brano Giro di carte insieme all'amico Fabrizio Consoli nel disco Musica per Ballare (Novunque, 2009), chitarrista- cantautore che tante volte ha collaborato con Simona nella stesura dei testi sia dei Dirotta su Cuba che di Sorgente.
 Con il Parco della Musica Jazz Orchestra 
Nel 2007 uscirà in edicola allegato a L'Espresso il cd del Parco della Musica Jazz Orchestra diretta da Maurizio Giammarco, dove Simona reinterpreta due standard italiani a suo tempo cantati dalla grande Mina, Non gioco più e Sabato notte.
 Con Pacifico 
Dopo il brano scritto da Pacifico per Simona, un'occasione particolare per lavorare di nuovo insieme si presenta con la pubblicazione di un audio-libro di fiabe dal titolo Felici e Cantanti edito dalla Fabbri Editori contenente 21 fiabe cantate ed interpretate da molti artisti. Simona duetta con Pacifico in Barbablues.
 Con Papik 
Collabora col produttore romano in alcuni brani contenuti in album usciti per la Irma Records: negli inediti I love the way, e  I just wanna let you know, e nelle cover Sì, viaggiare con i Dirotta su Cuba e Rime per un sogno.

## Altre collaborazioni

### Collaborazioni con producer e dj
Simona collabora e presta la sua voce  per svariate produzioni dance.   Collabora con Gianni Bini e Ricky Rinaldi per l'etichetta Ocean Trax nella cover degli Swing out Sister "Surrender" e negli inediti "Burning Flame" e "Hypocrisy"; con D'Andy & Bodyles per l'etichetta Irma Records  nell'album "Italian Soulful" le cover "Per un'ora d'amore" in duetto con Danny Losito  e "A che servono gli dei" e nell'inedito "One Night Lady": con Harley & Muscle  nella reinterpretazione deep -house  dell'inno "Fratelli d'Italia"nell'album "A Decade of truth";
Duetta inoltre con Claudio Baglioni in Stelle di stelle durante la seconda edizione di O'scià nel 2004, con Renato Zero durante lo Zeromovimento Tour 2006 nel brano Sospiri a 45 giri, con Mario Biondi in Morning durante il Live Tour 2007. Collabora inoltre spesso con Nick the NightFly e la Montecarlo Nights Orchestra.